# Merline
La merline est un instrument de musique mécanique apparenté à la serinette (mais plus grave), à la perroquette et à l'orgue de barbarie.

## Facture

Merline de Jérôme Thibouville-Lamy (Mirecourt)
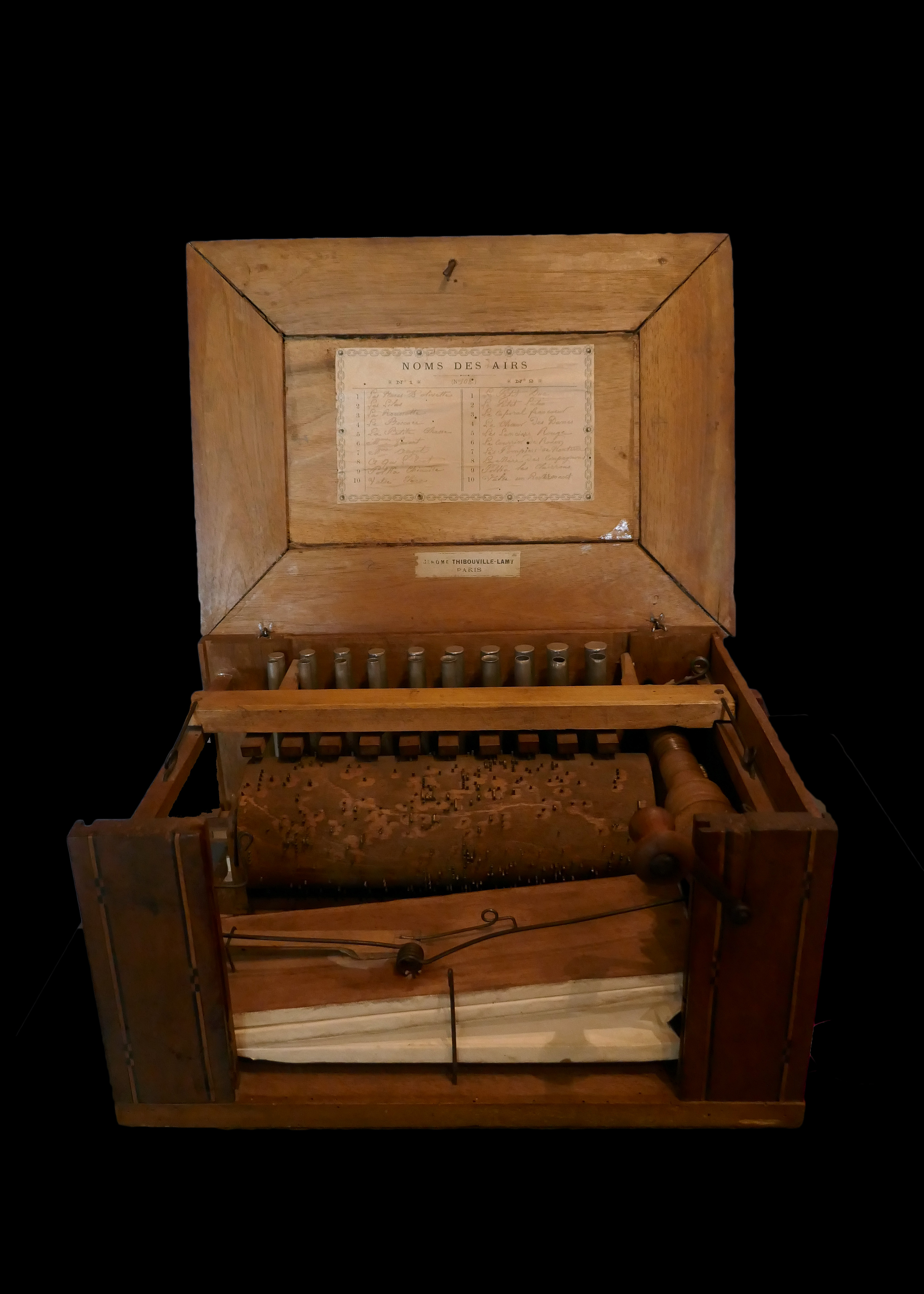
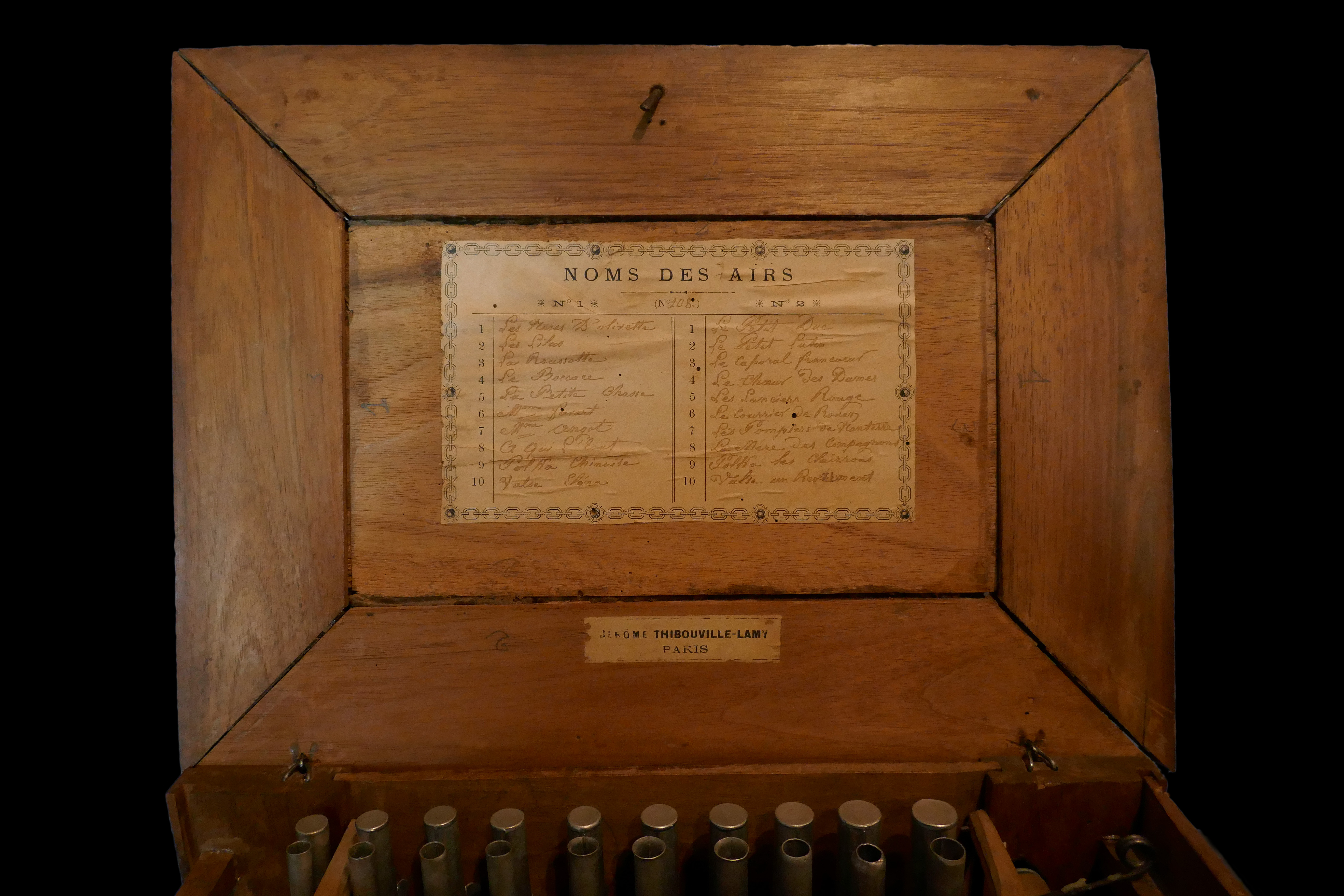
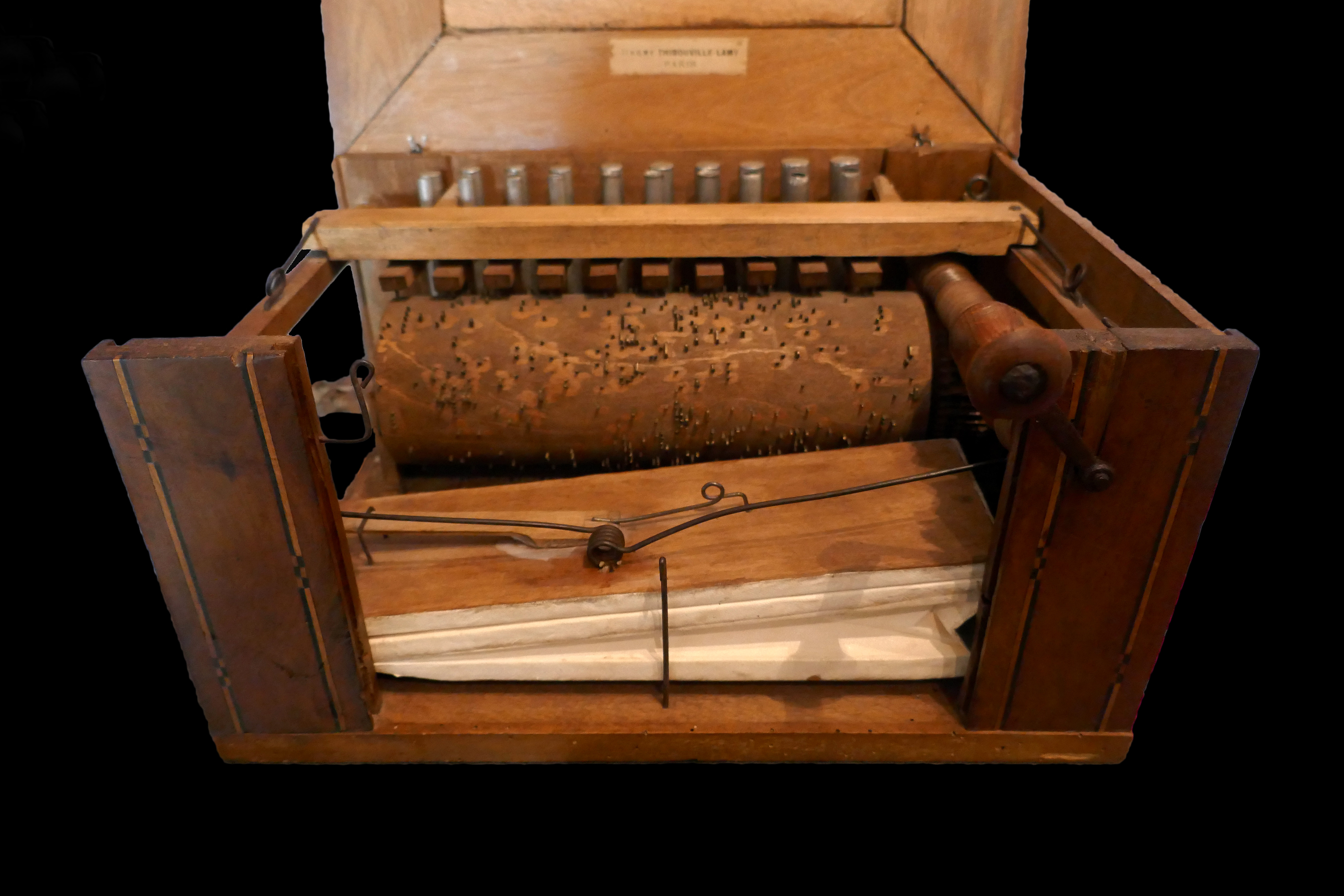